# 妻たちの初体験
『妻たちの初体験』（つまたちのしょたいけん）は、日本テレビ系列の『水曜ドラマ』枠で放送されたテレビドラマ。放送期間は1986年4月9日から同年6月25日までで全12話。

## あらすじ
ヒロイン・杉本妙子は子供たちが中学3年、小学5年になり、子育てが一段落した主婦で、元居たデパートの販売企画部に再就職。しかし当時から既に時は流れ、周りはキャリアウーマンや20代のOLばかり。その中で妙子は失敗を繰り返し、怒られてばかりいる。しかしそんな中で男性との出会いもあり、中でも課長・浅野の包容力にだんだん惹かれていくが…。2度目の青春を求める主婦のその姿をコメディタッチで描いた。

## キャスト
- 杉本妙子：丘みつ子
- 立花雅代：加賀まりこ
企画部主任。上司の浅野とは深い仲にあったが、妙子と浅野の新たな仲に危機感を持っている。
- 浅野弘平：小野寺昭
企画部課長。部下やデパートのOLたちにとって憧れの的。彼も妙子にだんだん惹かれていく。
- 滝みゆき：石田えり
企画部OL。同僚の真理とはルームシェアをして住んでいるが、一方で片岡を巡って恋のライバル同士。最後には片岡を自分の元に引き寄せることに成功するが、自分の将来に不安を感じ始める。
- 中谷真理：真梨邑ケイ
企画部OL。片岡をみゆきに取られた後は仕事一途に燃えようとする。
- 片岡一也：新藤栄作
浅野の部下。仕事より、毎日を楽しく暮らすことを重視している。
- 大山政男：穂積隆信
企画部部長。鬼部長と言われて仕事には厳しいが、情けにもろい一面もある。カラオケ好き。
- 杉本英治：斎藤晴彦
妙子の夫。商事会社資料室勤務。仕事に一途で真面目な性格で、妙子の浮気も知らないでいる。
- 杉本直美：堀川美貴
妙子の娘で中学3年生。
- 杉本淳：荒川良真
妙子の息子で小学5年生。パソコン好き。
- 沢木武：河西健司
- 吉村雄次：浦野真彦
- 服部豪：高杉亘
- 河井恵子：福井園子
- 城野絵美：小泉麻衣子
- 小田島由香：田中こずえ
- 東幸子：神津はづき
- 神田リル：西脇美智子
- 津川健介：出門英
- 田辺：上杉祥三（第10話）

（出典：）

## スタッフ
- 制作：山本時雄
- プロデューサー：川原康彦、高橋萬彦（共同テレビ）
- 企画協力：中山和記（共同テレビ）
- 脚本：畑嶺明
- 演出：篠木為八男、吉野洋、服部嘉和
- 音楽：山崎稔
- 製作・著作：日本テレビ、共同テレビジョン

## 主題歌
- 『黄昏のモノローグ』（歌：今井美樹、作詞：来生えつこ、作曲：鈴木キサブロー、編曲：鷺巣詩郎）

## 放送日程
| 話数 | 放送日       | サブタイトル         | 演出       |
| ---- | ------------ | -------------------- | ---------- |
| 1    | 1986年4月9日 | オフィスラブ         | 吉野洋     |
| 2    | 4月16日      | 不倫の予感           | 吉野洋     |
| 3    | 4月23日      | 恋におちて           | 吉野洋     |
| 4    | 4月30日      | あなたが欲しい       | 篠木為八男 |
| 5    | 5月7日       | 私を酔わせて         | 篠木為八男 |
| 6    | 5月14日      | 青春しちゃった       | 吉野洋     |
| 7    | 5月21日      | 不倫友だち           | 吉野洋     |
| 8    | 5月28日      | まさか乱交パーティー | 篠木為八男 |
| 9    | 6月4日       | 円形ベッドでご対面   | 篠木為八男 |
| 10   | 6月11日      | 熟女暴走族           | 服部嘉和   |
| 11   | 6月18日      | テレクラに夫が？     | 吉野洋     |
| 12   | 6月25日      | 男なんて何さ         | 吉野洋     |

## 関連文献
- 畑嶺明『妻たちの初体験 上』〈角川文庫〉、角川書店、1986年5月10日。
- 畑嶺明『妻たちの初体験 下』〈角川文庫〉、角川書店、1986年6月10日。